# Nernier
Nernier è un comune francese di 461 abitanti situato nel dipartimento dell'Alta Savoia della regione del Alvernia-Rodano-Alpi.

## Società

### Evoluzione demografica
Abitanti censiti